# Liste des chapitres des Enquêtes de Kindaichi (2e partie)
Cet article est un complément de l'article sur le manga Les Enquêtes de Kindaichi. Il contient la liste des volumes du manga parus originellement en presse, ainsi que les chapitres qu'ils contiennent pour les séries New, 20E anniversaire, Returns et 37 ans. Il fait suite à l'article Liste des chapitres des Enquêtes de Kindaichi (1re partie)

## Liste des tomes

### Les Enquêtes de Kindaichi - Série NEW (14 Tomes/10 Dossiers,6 Mini-dossiers)
| no | Japonais         | Japonais          |
| no | Date de sortie   | ISBN              |
| --- | ---------------- | ----------------- |
| 1 | 16 décembre 2004 | 978-4-06-363468-6 |
| Titre du volume : Les Enquêtes de Kindaichi - L'affaire des meurtres de la légende du vampire (金田一少年の事件簿 吸血鬼伝説殺人事件, Kindaichi Shōnen no Jikenbo Vanpaia Densetsu Satsujin Jiken)Liste des chapitres : Dossier 27 - Ch.1 : L'affaire des meurtres de la légende du vampire (1) (吸血鬼伝説殺人事件①, Vanpaia Densetsu Satsujin Jiken Ichi) - Ch.2 : L'affaire des meurtres de la légende du vampire (2) (吸血鬼伝説殺人事件②, Vanpaia Densetsu Satsujin Jiken Ni) - Ch.3 : L'affaire des meurtres de la légende du vampire (3) (吸血鬼伝説殺人事件③, Vanpaia Densetsu Satsujin Jiken San) - Ch.4 : L'affaire des meurtres de la légende du vampire (4) (吸血鬼伝説殺人事件④, Vanpaia Densetsu Satsujin Jiken Yon) - Ch.5 : L'affaire des meurtres de la légende du vampire (5) (吸血鬼伝説殺人事件⑤, Vanpaia Densetsu Satsujin Jiken Go) - Ch.6 : L'affaire des meurtres de la légende du vampire (6) (吸血鬼伝説殺人事件⑥, Vanpaia Densetsu Satsujin Jiken Roku) - Ch.7 : L'affaire des meurtres de la légende du vampire (7) (吸血鬼伝説殺人事件⑦, Vanpaia Densetsu Satsujin Jiken Nana) - Ch.8 : L'affaire des meurtres de la légende du vampire (8) (吸血鬼伝説殺人事件⑧, Vanpaia Densetsu Satsujin Jiken Hachi) |                  |                   |
| 2 | 16 mars 2006     | 978-4-06-363648-2 |
| Titre du volume : Les Enquêtes de Kindaichi - Troisième meurtre à l'opéra (Début) (金田一少年の事件簿 オペラ座館・第三の殺人（上）, Kindaichi Shōnen no Jikenbo Operazakan Daisan no Satsujin (Jō))Liste des chapitres : Dossier 28 - Ch.9 : Troisième meurtre à l'opéra (1) (オペラ座館・第三の殺人①, Operazakan Daisan no Satsujin Ichi) - Ch.10 : Troisième meurtre à l'opéra (2) (オペラ座館・第三の殺人②, Operazakan Daisan no Satsujin Ni) - Ch.11 : Troisième meurtre à l'opéra (3) (オペラ座館・第三の殺人③, Operazakan Daisan no Satsujin San) - Ch.12 : Troisième meurtre à l'opéra (4) (オペラ座館・第三の殺人④, Operazakan Daisan no Satsujin Yon) - Ch.13 : Troisième meurtre à l'opéra (5) (オペラ座館・第三の殺人⑤, Operazakan Daisan no Satsujin Go) - Ch.14 : Troisième meurtre à l'opéra (6) (オペラ座館・第三の殺人⑥, Operazakan Daisan no Satsujin Roku) - Ch.15 : Troisième meurtre à l'opéra (7) (オペラ座館・第三の殺人⑦, Operazakan Daisan no Satsujin Nana) |                  |                   |
| 3 | 16 mars 2006     | 978-4-06-363649-9 |
| Titre du volume : Les Enquêtes de Kindaichi - Troisième meurtre à l'opéra (Fin) (金田一少年の事件簿 オペラ座館・第三の殺人（下）, Kindaichi Shōnen no Jikenbo Operazakan Daisan no Satsujin (Ge))Liste des chapitres : Dossier 28 - Ch.16 : Troisième meurtre à l'opéra (8) (オペラ座館・第三の殺人⑧, Operazakan Daisan no Satsujin Hachi) - Ch.17 : Troisième meurtre à l'opéra (9) (オペラ座館・第三の殺人⑨, Operazakan Daisan no Satsujin Kyū) - Ch.18 : Troisième meurtre à l'opéra (10) (オペラ座館・第三の殺人⑩, Operazakan Daisan no Satsujin Jū) - Ch.19 : Troisième meurtre à l'opéra (11) (オペラ座館・第三の殺人⑪, Operazakan Daisan no Satsujin Jūichi) - Ch.20 : Troisième meurtre à l'opéra (12) (オペラ座館・第三の殺人⑫, Operazakan Daisan no Satsujin Jūni) - Ch.21 : Troisième meurtre à l'opéra (13) (オペラ座館・第三の殺人⑬, Operazakan Daisan no Satsujin Jūsan) - Ch.22 : Troisième meurtre à l'opéra (14) (オペラ座館・第三の殺人⑭, Operazakan Daisan no Satsujin Jūyon) - Ch.23 : Troisième meurtre à l'opéra (15) (オペラ座館・第三の殺人⑮, Operazakan Daisan no Satsujin Jūgo) |                  |                   |
| 4 | 17 novembre 2006 | 978-4-06-363755-7 |
| Titre du volume : Les Enquêtes de Kindaichi - L'affaire des meurtres de l'école pénitentiaire (Début) (金田一少年の事件簿 獄門塾殺人事件（上）, Kindaichi Shōnen no Jikenbo Gokumonjuku Satsujin Jiken (Jō))Liste des chapitres : Dossier 29 - Ch.24 : L'affaire des meurtres de l'école pénitentiaire (1) (獄門塾殺人事件①, Gokumonjuku Satsujin Jiken Ichi) - Ch.25 : L'affaire des meurtres de l'école pénitentiaire (2) (獄門塾殺人事件②, Gokumonjuku Satsujin Jiken Ni) - Ch.26 : L'affaire des meurtres de l'école pénitentiaire (3) (獄門塾殺人事件③, Gokumonjuku Satsujin Jiken San) - Ch.27 : L'affaire des meurtres de l'école pénitentiaire (4) (獄門塾殺人事件④, Gokumonjuku Satsujin Jiken Yon) - Ch.28 : L'affaire des meurtres de l'école pénitentiaire (5) (獄門塾殺人事件⑤, Gokumonjuku Satsujin Jiken Go) - Ch.29 : L'affaire des meurtres de l'école pénitentiaire (6) (獄門塾殺人事件⑥, Gokumonjuku Satsujin Jiken Roku) - Ch.30 : L'affaire des meurtres de l'école pénitentiaire (7) (獄門塾殺人事件⑦, Gokumonjuku Satsujin Jiken Nana) |                  |                   |
| 5 | 17 novembre 2006 | 978-4-06-363756-4 |
| Titre du volume : Les Enquêtes de Kindaichi - L'affaire des meurtres de l'école pénitentiaire (Fin) (金田一少年の事件簿 獄門塾殺人事件（下）, Kindaichi Shōnen no Jikenbo Gokumonjuku Satsujin Jiken (Ge))Liste des chapitres : Dossier 29 - Ch.31 : L'affaire des meurtres de l'école pénitentiaire (8) (獄門塾殺人事件⑧, Gokumonjuku Satsujin Jiken Hachi) - Ch.32 : L'affaire des meurtres de l'école pénitentiaire (9) (獄門塾殺人事件⑨, Gokumonjuku Satsujin Jiken Kyū) - Ch.33 : L'affaire des meurtres de l'école pénitentiaire (10) (獄門塾殺人事件⑩, Gokumonjuku Satsujin Jiken Jū) - Ch.34 : L'affaire des meurtres de l'école pénitentiaire (11) (獄門塾殺人事件⑪, Gokumonjuku Satsujin Jiken Jūichi) - Ch.35 : L'affaire des meurtres de l'école pénitentiaire (12) (獄門塾殺人事件⑫, Gokumonjuku Satsujin Jiken Jūni) - Ch.36 : L'affaire des meurtres de l'école pénitentiaire (13) (獄門塾殺人事件⑬, Gokumonjuku Satsujin Jiken Jūsan) - Ch.37 : L'affaire des meurtres de l'école pénitentiaire (14) (獄門塾殺人事件⑭, Gokumonjuku Satsujin Jiken Jūyon) - Ch.38 : L'affaire des meurtres de l'école pénitentiaire (15) (獄門塾殺人事件⑮, Gokumonjuku Satsujin Jiken Jūgo) |                  |                   |
| 6 | 17 juillet 2007  | 978-4-06-363860-8 |
| Titre du volume : Les Enquêtes de Kindaichi - L'affaire des meurtres de la légende du fantôme des neiges (Début) (金田一少年の事件簿 雪霊伝説殺人事件（上）, Kindaichi Shōnen no Jikenbo Yukiryō Densetsu Satsujin Jiken (Jō))Liste des chapitres : Dossier 30 - Ch.39 : L'affaire des meurtres de la légende du fantôme des neiges (1) (雪霊伝説殺人事件①, Yukiryō Densetsu Satsujin Jiken Ichi) - Ch.40 : L'affaire des meurtres de la légende de fantôme des neiges (2) (雪霊伝説殺人事件②, Yukiryō Densetsu Satsujin Jiken Ni) - Ch.41 : L'affaire des meurtres de la légende de fantôme des neiges (3) (雪霊伝説殺人事件③, Yukiryō Densetsu Satsujin Jiken San) - Ch.42 : L'affaire des meurtres de la légende de fantôme des neiges (4) (雪霊伝説殺人事件④, Yukiryō Densetsu Satsujin Jiken Yon) - Ch.43 : L'affaire des meurtres de la légende de fantôme des neiges (5) (雪霊伝説殺人事件⑤, Yukiryō Densetsu Satsujin Jiken Go) - Ch.44 : L'affaire des meurtres de la légende de fantôme des neiges (6) (雪霊伝説殺人事件⑥, Yukiryō Densetsu Satsujin Jiken Roku) - Ch.45 : L'affaire des meurtres de la légende de fantôme des neiges (7) (雪霊伝説殺人事件⑦, Yukiryō Densetsu Satsujin Jiken Nana) |                  |                   |
| 7 | 17 juillet 2007  | 978-4-06-363861-5 |
| Titre du volume : Les Enquêtes de Kindaichi - L'affaire des meurtres de la légende du fantôme des neiges (Fin) (金田一少年の事件簿 雪霊伝説殺人事件（下）, Kindaichi Shōnen no Jikenbo Yukiryō Densetsu Satsujin Jiken (Ge))Liste des chapitres : Dossier 30 - Ch.46 : L'affaire des meurtres de la légende du fantôme des neiges (8) (雪霊伝説殺人事件⑧, Yukiryō Densetsu Satsujin Jiken Hachi) - Ch.47 : L'affaire des meurtres de la légende de fantôme des neiges (9) (雪霊伝説殺人事件⑨, Yukiryō Densetsu Satsujin Jiken Kyū) - Ch.48 : L'affaire des meurtres de la légende de fantôme des neiges (10) (雪霊伝説殺人事件⑩, Yukiryō Densetsu Satsujin Jiken Jū) - Ch.49 : L'affaire des meurtres de la légende de fantôme des neiges (11) (雪霊伝説殺人事件⑪, Yukiryō Densetsu Satsujin Jiken Jūichi) - Ch.50 : L'affaire des meurtres de la légende de fantôme des neiges (12) (雪霊伝説殺人事件⑫, Yukiryō Densetsu Satsujin Jiken Jūni) - Ch.51 : L'affaire des meurtres de la légende de fantôme des neiges (13) (雪霊伝説殺人事件⑬, Yukiryō Densetsu Satsujin Jiken Jūsan) Mini-dossier 22 - Ch.52 : Reika Hayami et l'invité non-invité 1re partie (速水玲香と招かれざる客 前編, Hayami Reika to Manekarezaru Kyaku Zenpen) - Ch.53 : Reika Hayami et l'invité non-invité 2e partie (速水玲香と招かれざる客 後編, Hayami Reika to Manekarezaru Kyaku Kōhen)                                                            |                  |                   |
| 8 | 12 août 2008     | 978-4-06-384031-5 |
| Titre du volume : Les Enquêtes de Kindaichi - L'affaire des meurtres de la magie noire (金田一少年の事件簿 黒魔術殺人事件, Kindaichi Shōnen no Jikenbo Kuromajutsu Satsujin Jiken)Liste des chapitres : Dossier 31 - Ch.54 : L'affaire des meurtres de la magie noire (1) (黒魔術殺人事件①, Kuromajutsu Satsujin Jiken Ichi) - Ch.55 : L'affaire des meurtres de la magie noire (2) (黒魔術殺人事件②, Kuromajutsu Satsujin Jiken Ni) - Ch.56 : L'affaire des meurtres de la magie noire (3) (黒魔術殺人事件③, Kuromajutsu Satsujin Jiken San) - Ch.57 : L'affaire des meurtres de la magie noire (4) (黒魔術殺人事件④, Kuromajutsu Satsujin Jiken Yon) - Ch.58 : L'affaire des meurtres de la magie noire (5) (黒魔術殺人事件⑤, Kuromajutsu Satsujin Jiken Go) - Ch.59 : L'affaire des meurtres de la magie noire (6) (黒魔術殺人事件⑥, Kuromajutsu Satsujin Jiken Roku) - Ch.60 : L'affaire des meurtres de la magie noire (7) (黒魔術殺人事件⑦, Kuromajutsu Satsujin Jiken Nana) - Ch.61 : L'affaire des meurtres de la magie noire (8) (黒魔術殺人事件⑧, Kuromajutsu Satsujin Jiken Hachi) |                  |                   |
| 9 | 12 août 2008     | 978-4-06-384032-2 |
| Titre du volume : Les Enquêtes de Kindaichi - L'affaire du meurtre de la salle de la flaque de sang - L'affaire du meurtre de la kermesse du lycée Fudō (金田一少年の事件簿 血溜之間殺人事件 不動高校学園祭殺人事件, Kindaichi Shōnen no Jikenbo Chidamari no Ma Satsujin Jiken Fudō Kōkō Gakuensai Satsujin Jiken)Liste des chapitres : Mini-dossier 23 - Ch.62 : L'affaire du meurtre de la salle de la flaque de sang (1) (血溜之間殺人事件①, Chidamari no Ma Satsujin Jiken Ichi) - Ch.63 : L'affaire du meurtre de la salle de la flaque de sang (2) (血溜之間殺人事件②, Chidamari no Ma Satsujin Jiken Ni) - Ch.64 : L'affaire du meurtre de la salle de la flaque de sang (3) (血溜之間殺人事件③, Chidamari no Ma Satsujin Jiken San) - Ch.65 : L'affaire du meurtre de la salle de la flaque de sang (4) (血溜之間殺人事件④, Chidamari no Ma Satsujin Jiken Yon) Mini-dossier 24 - Ch.66 : L'affaire du meurtre de la kermesse du lycée Fudō (1) (不動高校学園祭殺人事件①, Fudō Kōkō Gakuensai Satsujin Jiken Ichi) - Ch.67 : L'affaire du meurtre de la kermesse du lycée Fudō (2) (不動高校学園祭殺人事件②, Fudō Kōkō Gakuensai Satsujin Jiken Ni) - Ch.68 : L'affaire du meurtre de la kermesse du lycée Fudō (3) (不動高校学園祭殺人事件③, Fudō Kōkō Gakuensai Satsujin Jiken San) - Ch.69 : L'affaire du meurtre de la kermesse du lycée Fudō (4) (不動高校学園祭殺人事件④, Fudō Kōkō Gakuensai Satsujin Jiken Yon) |                  |                   |
| 10 | 16 octobre 2009  | 978-4-06-384202-9 |
| Titre du volume : Les Enquêtes de Kindaichi - Les meurtres de l'inspecteur Kenmochi (Début) (金田一少年の事件簿 剣持警部の殺人（上）, Kindaichi Shōnen no Jikenbo Kenmochi Keibu no Satsujin (Jō))Liste des chapitres : Dossier 32 - Ch.70 : Les meurtres de l'inspecteur Kenmochi (1) (剣持警部の殺人①, Kenmochi Keibu no Satsujin Ichi) - Ch.71 : Les meurtres de l'inspecteur Kenmochi (2) (剣持警部の殺人②, Kenmochi Keibu no Satsujin Ni) - Ch.72 : Les meurtres de l'inspecteur Kenmochi (3) (剣持警部の殺人③, Kenmochi Keibu no Satsujin San) - Ch.73 : Les meurtres de l'inspecteur Kenmochi (4) (剣持警部の殺人④, Kenmochi Keibu no Satsujin Yon) - Ch.74 : Les meurtres de l'inspecteur Kenmochi (5) (剣持警部の殺人⑤, Kenmochi Keibu no Satsujin Go) - Ch.75 : Les meurtres de l'inspecteur Kenmochi (6) (剣持警部の殺人⑥, Kenmochi Keibu no Satsujin Roku) - Ch.76 : Les meurtres de l'inspecteur Kenmochi (7) (剣持警部の殺人⑦, Kenmochi Keibu no Satsujin Nana) - Ch.77 : Les meurtres de l'inspecteur Kenmochi (8) (剣持警部の殺人⑧, Kenmochi Keibu no Satsujin Hachi) |                  |                   |
| 11 | 16 octobre 2009  | 978-4-06-384203-6 |
| Titre du volume : Les Enquêtes de Kindaichi - Les meurtres de l'inspecteur Kenmochi (Fin) (金田一少年の事件簿 剣持警部の殺人（下）, Kindaichi Shōnen no Jikenbo Kenmochi Keibu no Satsujin (Ge))Liste des chapitres : Dossier 32 - Ch.78 : Les meurtres de l'inspecteur Kenmochi (9) (剣持警部の殺人⑨, Kenmochi Keibu no Satsujin Kyū) - Ch.79 : Les meurtres de l'inspecteur Kenmochi (10) (剣持警部の殺人⑩, Kenmochi Keibu no Satsujin Jū) - Ch.80 : Les meurtres de l'inspecteur Kenmochi (11) (剣持警部の殺人⑪, Kenmochi Keibu no Satsujin Jūichi) - Ch.81 : Les meurtres de l'inspecteur Kenmochi (12) (剣持警部の殺人⑫, Kenmochi Keibu no Satsujin Jūni) Histoires courtes spéciales : Les Enquêtes de Kindaichi - Au collège (金田一少年の事件簿 中学生編, Kindaichi Shōnen no Jikenbo Chūgakusei-hen) Mini-dossier 25 - Ch.82 : L'esprit maléfique de la piscine de plongée (飛込プールの悪霊, Tobikomi Pūru no Akuryō) Mini-dossier 26 - Ch.83 : L'affaire du "mystère" du camping (キャンプ場の"怪"事件, Kyanpujō no "Kai"-jiken) |                  |                   |
| 12 | 17 novembre 2010 | 978-4-06-384405-4 |
| Titre du volume : Les Enquêtes de Kindaichi - L'affaire des meurtres de l'alchimie (Début) (金田一少年の事件簿 錬金術殺人事件（上）, Kindaichi Shōnen no Jikenbo Renkinjutsu Satsujin Jiken (Jō))Liste des chapitres : Dossier 33 - Ch.84 : L'affaire des meurtres de l'alchimie (1) (錬金術殺人事件①, Renkinjutsu Satsujin Jiken Ichi) - Ch.85 : L'affaire des meurtres de l'alchimie (2) (錬金術殺人事件②, Renkinjutsu Satsujin Jiken Ni) - Ch.86 : L'affaire des meurtres de l'alchimie (3) (錬金術殺人事件③, Renkinjutsu Satsujin Jiken San) - Ch.87 : L'affaire des meurtres de l'alchimie (4) (錬金術殺人事件④, Renkinjutsu Satsujin Jiken Yon) - Ch.88 : L'affaire des meurtres de l'alchimie (5) (錬金術殺人事件⑤, Renkinjutsu Satsujin Jiken Go) - Ch.89 : L'affaire des meurtres de l'alchimie (6) (錬金術殺人事件⑥, Renkinjutsu Satsujin Jiken Roku) - Ch.90 : L'affaire des meurtres de l'alchimie (7) (錬金術殺人事件⑦, Renkinjutsu Satsujin Jiken Nana) - Ch.91 : L'affaire des meurtres de l'alchimie (8) (錬金術殺人事件⑧, Renkinjutsu Satsujin Jiken Hachi) |                  |                   |
| 13 | 17 novembre 2010 | 978-4-06-384406-1 |
| Titre du volume : Les Enquêtes de Kindaichi - L'affaire des meurtres de l'alchimie (Fin) (金田一少年の事件簿 錬金術殺人事件（下）, Kindaichi Shōnen no Jikenbo Renkinjutsu Satsujin Jiken (Ge))Liste des chapitres : Dossier 33 - Ch.92 : L'affaire des meurtres de l'alchimie (1) (錬金術殺人事件⑨, Renkinjutsu Satsujin Jiken Kyū) - Ch.93 : L'affaire des meurtres de l'alchimie (2) (錬金術殺人事件⑩, Renkinjutsu Satsujin Jiken Jū) - Ch.94 : L'affaire des meurtres de l'alchimie (3) (錬金術殺人事件⑪, Renkinjutsu Satsujin Jiken Jūichi) - Ch.95 : L'affaire des meurtres de l'alchimie (4) (錬金術殺人事件⑫, Renkinjutsu Satsujin Jiken Jūni) - Ch.96 : L'affaire des meurtres de l'alchimie (5) (錬金術殺人事件⑬, Renkinjutsu Satsujin Jiken Jūsan) Mini-dossier 27 - Ch.97 : Meurtre à 10000 mètres d'altitude 1 (高度1万メートルの殺人①, Kōdo Ichiman Mētoru no Satsujin Ichi) - Ch.98 : Meurtre à 10000 mètres d'altitude 2 (高度1万メートルの殺人②, Kōdo Ichiman Mētoru no Satsujin Ni) - Ch.99 : Meurtre à 10000 mètres d'altitude 3 (高度1万メートルの殺人③, Kōdo Ichiman Mētoru no Satsujin San) |                  |                   |
| 14 | 17 août 2011     | 978-4-06-384544-0 |
| Titre du volume : Les Enquêtes de Kindaichi - L'affaire des meurtres dans le manoir des jeux (金田一少年の事件簿 ゲームの館殺人事件, Kindaichi Shōnen no Jikenbo Gēmu no Yakata Satsujin Jiken)Liste des chapitres : Dossier 34 - Ch.100 : L'affaire des meurtres dans le manoir des jeux (1) (ゲームの館殺人事件①, Gēmu no Yakata Satsujin Jiken Ichi) - Ch.101 : L'affaire des meurtres dans le manoir des jeux (2) (ゲームの館殺人事件②, Gēmu no Yakata Satsujin Jiken Ni) - Ch.102 : L'affaire des meurtres dans le manoir des jeux (3) (ゲームの館殺人事件③, Gēmu no Yakata Satsujin Jiken San) - Ch.103 : L'affaire des meurtres dans le manoir des jeux (4) (ゲームの館殺人事件④, Gēmu no Yakata Satsujin Jiken Yon) - Ch.104 : L'affaire des meurtres dans le manoir des jeux (5) (ゲームの館殺人事件⑤, Gēmu no Yakata Satsujin Jiken Go) - Ch.105 : L'affaire des meurtres dans le manoir des jeux (6) (ゲームの館殺人事件⑥, Gēmu no Yakata Satsujin Jiken Roku) - Ch.106 : L'affaire des meurtres dans le manoir des jeux (7) (ゲームの館殺人事件⑦, Gēmu no Yakata Satsujin Jiken Nana) - Ch.107 : L'affaire des meurtres dans le manoir des jeux (8) (ゲームの館殺人事件⑧, Gēmu no Yakata Satsujin Jiken Hachi) |                  |                   |

### Les Enquêtes de Kindaichi - Série 20e Anniversaire (5 Tomes/3 Dossiers,1 Mini-dossier)
| no | Japonais         | Japonais          |
| no | Date de sortie   | ISBN              |
| --- | ---------------- | ----------------- |
| 1 | 15 juin 2012     | 978-4-06-384697-3 |
| Titre du volume : Les Enquêtes de Kindaichi - Série 20e anniversaire (1) (金田一少年の事件簿 ２０周年記念シリーズ①, Kindaichi Shōnen no Jikenbo Nijū Shūnenkinen Shirīzu Ichi)Liste des chapitres : Dossier 35 - Ch.1 : L'affaire des meurtres du laboratoire cannibale - Chapitre 1 (人喰い研究所殺人事件 第１話, Hitokui Rabo Satsujin Jiken Dai Ichi Wa) - Ch.2 : L'affaire des meurtres du laboratoire cannibale - Chapitre 2 (人喰い研究所殺人事件 第２話, Hitokui Rabo Satsujin Jiken Dai Ni Wa) - Ch.3 : L'affaire des meurtres du laboratoire cannibale - Chapitre 3 (人喰い研究所殺人事件 第３話, Hitokui Rabo Satsujin Jiken Dai San Wa) - Ch.4 : L'affaire des meurtres du laboratoire cannibale - Chapitre 4 (人喰い研究所殺人事件 第４話, Hitokui Rabo Satsujin Jiken Dai Yon Wa) - Ch.5 : L'affaire des meurtres du laboratoire cannibale - Chapitre 5 (人喰い研究所殺人事件 第５話, Hitokui Rabo Satsujin Jiken Dai Go Wa) - Ch.6 : L'affaire des meurtres du laboratoire cannibale - Chapitre 6 (人喰い研究所殺人事件 第６話, Hitokui Rabo Satsujin Jiken Dai Roku Wa) - Ch.7 : L'affaire des meurtres du laboratoire cannibale - Chapitre 7 (人喰い研究所殺人事件 第７話, Hitokui Rabo Satsujin Jiken Dai Nana Wa) - Ch.8 : L'affaire des meurtres du laboratoire cannibale - Chapitre 8 (人喰い研究所殺人事件 第８話, Hitokui Rabo Satsujin Jiken Dai Hachi Wa) |                  |                   |
| 2 | 17 octobre 2012  | 978-4-06-384756-7 |
| Titre du volume : Les Enquêtes de Kindaichi - Série 20e anniversaire (2) (金田一少年の事件簿 ２０周年記念シリーズ②, Kindaichi Shōnen no Jikenbo Nijū Shūnenkinen Shirīzu Ni)Liste des chapitres : Dossier 35 - Ch.9 : L'affaire des meurtres du laboratoire cannibale - Chapitre 9 (人喰い研究所殺人事件 第９話, Hitokui Rabo Satsujin Jiken Dai Kyū Wa) - Ch.10 : L'affaire des meurtres du laboratoire cannibale - Chapitre 10 (人喰い研究所殺人事件 第１０話, Hitokui Rabo Satsujin Jiken Dai Jū Wa) - Ch.11 : L'affaire des meurtres du laboratoire cannibale - Chapitre final (人喰い研究所殺人事件 最終話, Hitokui Rabo Satsujin Jiken Saishū Wa) Dossier 36 - Ch.12 : L'affaire des meurtres du trésor de Kowloon à Hong Kong - Chapitre 1 (香港九龍財宝殺人事件 第１話, Honkon Kūron Zaihō Satsujin Jiken Dai Ichi Wa) - Ch.13 : L'affaire des meurtres du trésor de Kowloon à Hong Kong - Chapitre 2 (香港九龍財宝殺人事件 第２話, Honkon Kūron Zaihō Satsujin Jiken Dai Ni Wa) - Ch.14 : L'affaire des meurtres du trésor de Kowloon à Hong Kong - Chapitre 3 (香港九龍財宝殺人事件 第３話, Honkon Kūron Zaihō Satsujin Jiken Dai San Wa) - Ch.15 : L'affaire des meurtres du trésor de Kowloon à Hong Kong - Chapitre 4 (香港九龍財宝殺人事件 第４話, Honkon Kūron Zaihō Satsujin Jiken Dai Yon Wa) - Ch.16 : L'affaire des meurtres du trésor de Kowloon à Hong Kong - Chapitre 5 (香港九龍財宝殺人事件 第５話, Honkon Kūron Zaihō Satsujin Jiken Dai Go Wa)                              |                  |                   |
| 3 | 17 décembre 2012 | 978-4-06-384790-1 |
| Titre du volume : Les Enquêtes de Kindaichi - Série 20e anniversaire (3) (金田一少年の事件簿 ２０周年記念シリーズ③, Kindaichi Shōnen no Jikenbo Nijū Shūnenkinen Shirīzu San)Liste des chapitres : Dossier 36 - Ch.17 : L'affaire des meurtres du trésor de Kowloon à Hong Kong - Chapitre 6 (香港九龍財宝殺人事件 第６話, Honkon Kūron Zaihō Satsujin Jiken Dai Roku Wa) - Ch.18 : L'affaire des meurtres du trésor de Kowloon à Hong Kong - Chapitre 7 (香港九龍財宝殺人事件 第７話, Honkon Kūron Zaihō Satsujin Jiken Dai Nana Wa) - Ch.19 : L'affaire des meurtres du trésor de Kowloon à Hong Kong - Chapitre 8 (香港九龍財宝殺人事件 第８話, Honkon Kūron Zaihō Satsujin Jiken Dai Hachi Wa) - Ch.20 : L'affaire des meurtres du trésor de Kowloon à Hong Kong - Chapitre 9 (香港九龍財宝殺人事件 第９話, Honkon Kūron Zaihō Satsujin Jiken Dai Kyū Wa) - Ch.21 : L'affaire des meurtres du trésor de Kowloon à Hong Kong - Chapitre 10 (香港九龍財宝殺人事件 第１０話, Honkon Kūron Zaihō Satsujin Jiken Dai Jū Wa) - Ch.22 : L'affaire des meurtres du trésor de Kowloon à Hong Kong - Chapitre 11 (香港九龍財宝殺人事件 第１１話, Honkon Kūron Zaihō Satsujin Jiken Dai Jūichi Wa) - Ch.23 : L'affaire des meurtres du trésor de Kowloon à Hong Kong - Chapitre final (香港九龍財宝殺人事件 最終話, Honkon Kūron Zaihō Satsujin Jiken Saishū Wa) Mini-dossier 28 - Ch.24 : L'affaire du meurtre du château obscur - Chapitre 1 (暗黒城殺人事件 第１話, Ankoku Jō Satsujin Jiken Dai Ichi Wa) |                  |                   |
| Note : Au Japon, ce tome est également sorti en édition limitée. Celle-ci est accompagnée d'un DVD contenant la première partie de l'adaptation en OAV de "L'affaire des meurtres de la magie noire (Dossier 31)". |                  |                   |
| 4 | 15 mars 2013     | 978-4-06-384830-4 |
| Titre du volume : Les Enquêtes de Kindaichi - Série 20e anniversaire (4) (金田一少年の事件簿 ２０周年記念シリーズ④, Kindaichi Shōnen no Jikenbo Nijū Shūnenkinen Shirīzu Yon)Liste des chapitres : Mini-dossier 28 - Ch.25 : L'affaire du meurtre du château obscur - Chapitre 2 (暗黒城殺人事件 第２話, Ankoku Jō Satsujin Jiken Dai Ni Wa) - Ch.26 : L'affaire du meurtre du château obscur - Chapitre 3 (暗黒城殺人事件 第３話, Ankoku Jō Satsujin Jiken Dai San Wa) Dossier 37 - Ch.27 : L'affaire des meurtres de la résidence rosicrucienne - Chapitre 1 (薔薇十字館殺人事件 第１話, Barajūjikan Satsujin Jiken Dai Ichi Wa) - Ch.28 : L'affaire des meurtres de la résidence rosicrucienne - Chapitre 2 (薔薇十字館殺人事件 第２話, Barajūjikan Satsujin Jiken Dai Ni Wa) - Ch.29 : L'affaire des meurtres de la résidence rosicrucienne - Chapitre 3 (薔薇十字館殺人事件 第３話, Barajūjikan Satsujin Jiken Dai San Wa) - Ch.30 : L'affaire des meurtres de la résidence rosicrucienne - Chapitre 4 (薔薇十字館殺人事件 第４話, Barajūjikan Satsujin Jiken Dai Yon Wa) - Ch.31 : L'affaire des meurtres de la résidence rosicrucienne - Chapitre 5 (薔薇十字館殺人事件 第５話, Barajūjikan Satsujin Jiken Dai Go Wa) - Ch.32 : L'affaire des meurtres de la résidence rosicrucienne - Chapitre 6 (薔薇十字館殺人事件 第６話, Barajūjikan Satsujin Jiken Dai Roku Wa) |                  |                   |
| Note : Au Japon, ce tome est également sorti en édition limitée. Celle-ci est accompagnée d'un DVD contenant la deuxième partie de l'adaptation en OAV de "L'affaire des meurtres de la magie noire (Dossier 31)". |                  |                   |
| 5 | 17 juin 2013     | 978-4-06-384883-0 |
| Titre du volume : Les Enquêtes de Kindaichi - Série 20e anniversaire (5) (金田一少年の事件簿 ２０周年記念シリーズ⑤, Kindaichi Shōnen no Jikenbo Nijū Shūnenkinen Shirīzu Go)Liste des chapitres : Dossier 37 - Ch.33 : L'affaire des meurtres de la résidence rosicrucienne - Chapitre 7 (薔薇十字館殺人事件 第７話, Barajūjikan Satsujin Jiken Dai Nana Wa) - Ch.34 : L'affaire des meurtres de la résidence rosicrucienne - Chapitre 8 (薔薇十字館殺人事件 第８話, Barajūjikan Satsujin Jiken Dai Hachi Wa) - Ch.35 : L'affaire des meurtres de la résidence rosicrucienne - Chapitre 9 (薔薇十字館殺人事件 第９話, Barajūjikan Satsujin Jiken Dai Kyū Wa) - Ch.36 : L'affaire des meurtres de la résidence rosicrucienne - Chapitre 10 (薔薇十字館殺人事件 第１０話, Barajūjikan Satsujin Jiken Dai Jū Wa) - Ch.37 : L'affaire des meurtres de la résidence rosicrucienne - Chapitre 11 (薔薇十字館殺人事件 第１１話, Barajūjikan Satsujin Jiken Dai Jūichi Wa) - Ch.38 : L'affaire des meurtres de la résidence rosicrucienne - Chapitre 12 (薔薇十字館殺人事件 第１２話, Barajūjikan Satsujin Jiken Dai Jūni Wa) - Ch.39 : L'affaire des meurtres de la résidence rosicrucienne - Chapitre 13 (薔薇十字館殺人事件 第１３話, Barajūjikan Satsujin Jiken Dai Jūsan Wa) - Ch.40 : L'affaire des meurtres de la résidence rosicrucienne - Chapitre final (薔薇十字館殺人事件 最終話, Barajūjikan Satsujin Jiken Saishū Wa)                                                                           |                  |                   |

### Les Enquêtes de Kindaichi - Série R (Le Retour) (14 Tomes/10 Dossiers,3 Mini-dossiers)
| no | Japonais          | Japonais          |
| no | Date de sortie    | ISBN              |
| --- | ----------------- | ----------------- |
| 1 | 17 mars 2014      | 978-4-06-395039-7 |
| Titre du volume : Les Enquêtes de Kindaichi R - Le Retour (1) (金田一少年の事件簿Ｒ①, Kindaichi Shōnen no Jikenbo Ritānzu Ichi)Liste des chapitres : Dossier 38 - Ch.1 : L'affaire des meurtres de la légende du démon des neiges - Chapitre 1 (雪鬼伝説殺人事件 第１話, Yukioni Densetsu Satsujin Jiken Dai Ichi Wa) - Ch.2 : L'affaire des meurtres de la légende du démon des neiges - Chapitre 2 (雪鬼伝説殺人事件 第２話, Yukioni Densetsu Satsujin Jiken Dai Ni Wa) - Ch.3 : L'affaire des meurtres de la légende du démon des neiges - Chapitre 3 (雪鬼伝説殺人事件 第３話, Yukioni Densetsu Satsujin Jiken Dai San Wa) - Ch.4 : L'affaire des meurtres de la légende du démon des neiges - Chapitre 4 (雪鬼伝説殺人事件 第４話, Yukioni Densetsu Satsujin Jiken Dai Yon Wa) - Ch.5 : L'affaire des meurtres de la légende du démon des neiges - Chapitre 5 (雪鬼伝説殺人事件 第５話, Yukioni Densetsu Satsujin Jiken Dai Go Wa) - Ch.6 : L'affaire des meurtres de la légende du démon des neiges - Chapitre 6 (雪鬼伝説殺人事件 第６話, Yukioni Densetsu Satsujin Jiken Dai Roku Wa) - Ch.7 : L'affaire des meurtres de la légende du démon des neiges - Chapitre 7 (雪鬼伝説殺人事件 第７話, Yukioni Densetsu Satsujin Jiken Dai Nana Wa) - Ch.8 : L'affaire des meurtres de la légende du démon des neiges - Chapitre 8 (雪鬼伝説殺人事件 第８話, Yukioni Densetsu Satsujin Jiken Dai Hachi Wa) |                   |                   |
| 2 | 17 juillet 2014   | 978-4-06-395132-5 |
| Titre du volume : Les Enquêtes de Kindaichi R - Le Retour (2) (金田一少年の事件簿Ｒ②, Kindaichi Shōnen no Jikenbo Ritānzu Ni)Liste des chapitres : Dossier 38 - Ch.9 : L'affaire des meurtres de la légende du démon des neiges - Chapitre 9 (雪鬼伝説殺人事件 第９話, Yukioni Densetsu Satsujin Jiken Dai Kyū Wa) - Ch.10 : L'affaire des meurtres de la légende du démon des neiges - Chapitre 10 (雪鬼伝説殺人事件 第１０話, Yukioni Densetsu Satsujin Jiken Dai Jū Wa) - Ch.11 : L'affaire des meurtres de la légende du démon des neiges - Chapitre 11 (雪鬼伝説殺人事件 第１１話, Yukioni Densetsu Satsujin Jiken Dai Jūichi Wa) Dossier 39 - Ch.12 : Les meurtres du bâtiment de l'école fantôme - Chapitre 1 (亡霊校舎の殺人 第１話, Bōrei Kōsha no Satsujin Dai Ichi Wa) - Ch.13 : Les meurtres du bâtiment de l'école fantôme - Chapitre 2 (亡霊校舎の殺人 第２話, Bōrei Kōsha no Satsujin Dai Ni Wa) - Ch.14 : Les meurtres du bâtiment de l'école fantôme - Chapitre 3 (亡霊校舎の殺人 第３話, Bōrei Kōsha no Satsujin Dai San Wa) - Ch.15 : Les meurtres du bâtiment de l'école fantôme - Chapitre 4 (亡霊校舎の殺人 第４話, Bōrei Kōsha no Satsujin Dai Yon Wa) - Ch.16 : Les meurtres du bâtiment de l'école fantôme - Chapitre 5 (亡霊校舎の殺人 第５話, Bōrei Kōsha no Satsujin Dai Go Wa) |                   |                   |
| 3 | 17 septembre 2014 | 978-4-06-395199-8 |
| Titre du volume : Les Enquêtes de Kindaichi R - Le Retour (3) (金田一少年の事件簿Ｒ③, Kindaichi Shōnen no Jikenbo Ritānzu San)Liste des chapitres : Dossier 39 - Ch.17 : Les meurtres du bâtiment de l'école fantôme - Chapitre 6 (亡霊校舎の殺人 第６話, Bōrei Kōsha no Satsujin Dai Roku Wa) - Ch.18 : Les meurtres du bâtiment de l'école fantôme - Chapitre 7 (亡霊校舎の殺人 第７話, Bōrei Kōsha no Satsujin Dai Nana Wa) - Ch.19 : Les meurtres du bâtiment de l'école fantôme - Chapitre 8 (亡霊校舎の殺人 第８話, Bōrei Kōsha no Satsujin Dai Hachi Wa) - Ch.20 : Les meurtres du bâtiment de l'école fantôme - Chapitre 9 (亡霊校舎の殺人 第９話, Bōrei Kōsha no Satsujin Dai Kyū Wa) - Ch.21 : Les meurtres du bâtiment de l'école fantôme - Chapitre 10 (亡霊校舎の殺人 第１０話, Bōrei Kōsha no Satsujin Dai Jū Wa) - Ch.22 : Les meurtres du bâtiment de l'école fantôme - Chapitre 11 (亡霊校舎の殺人 第１１話, Bōrei Kōsha no Satsujin Dai Jūichi Wa) - Ch.23 : Les meurtres du bâtiment de l'école fantôme - Chapitre 12 (亡霊校舎の殺人 第１２話, Bōrei Kōsha no Satsujin Dai Jūni Wa) Dossier 40 - Ch.24 : L'affaire des meurtres des feux de Saint-Elme flottants - Chapitre 1 (狐火流し殺人事件 第１話, Kitsunebinagashi Satsujin Jiken Dai Ichi Wa) - Ch.25 : L'affaire des meurtres des feux de Saint-Elme flottants - Chapitre 2 (狐火流し殺人事件 第２話, Kitsunebinagashi Satsujin Jiken Dai Ni Wa) |                   |                   |
| 4 | 17 décembre 2014  | 978-4-06-395271-1 |
| Titre du volume : Les Enquêtes de Kindaichi R - Le Retour (4) (金田一少年の事件簿Ｒ④, Kindaichi Shōnen no Jikenbo Ritānzu Yon)Liste des chapitres : Dossier 40 - Ch.26 : L'affaire des meurtres des feux de Saint-Elme flottants - Chapitre 3 (狐火流し殺人事件 第３話, Kitsunebinagashi Satsujin Jiken Dai San Wa) - Ch.27 : L'affaire des meurtres des feux de Saint-Elme flottants - Chapitre 4 (狐火流し殺人事件 第４話, Kitsunebinagashi Satsujin Jiken Dai Yon Wa) - Ch.28 : L'affaire des meurtres des feux de Saint-Elme flottants - Chapitre 5 (狐火流し殺人事件 第５話, Kitsunebinagashi Satsujin Jiken Dai Go Wa) - Ch.29 : L'affaire des meurtres des feux de Saint-Elme flottants - Chapitre 6 (狐火流し殺人事件 第６話, Kitsunebinagashi Satsujin Jiken Dai Roku Wa) - Ch.30 : L'affaire des meurtres des feux de Saint-Elme flottants - Chapitre 7 (狐火流し殺人事件 第７話, Kitsunebinagashi Satsujin Jiken Dai Nana Wa) - Ch.31 : L'affaire des meurtres des feux de Saint-Elme flottants - Chapitre 8 (狐火流し殺人事件 第８話, Kitsunebinagashi Satsujin Jiken Dai Hachi Wa) - Ch.32 : L'affaire des meurtres des feux de Saint-Elme flottants - Chapitre 9 (狐火流し殺人事件 第９話, Kitsunebinagashi Satsujin Jiken Dai Kyū Wa) - Ch.33 : L'affaire des meurtres des feux de Saint-Elme flottants - Chapitre 10 (狐火流し殺人事件 第１０話, Kitsunebinagashi Satsujin Jiken Dai Jū Wa) - Ch.34 : L'affaire des meurtres des feux de Saint-Elme flottants - Chapitre 11 (狐火流し殺人事件 第１１話, Kitsunebinagashi Satsujin Jiken Dai Jūichi Wa) |                   |                   |
| 5 | 17 avril 2015     | 978-4-06-395369-5 |
| Titre du volume : Les Enquêtes de Kindaichi R - Le Retour (5) (金田一少年の事件簿Ｒ⑤, Kindaichi Shōnen no Jikenbo Ritānzu Go)Liste des chapitres : Mini-dossier 29 - Ch.35 : Les enquêtes de l'étudiant Akechi Kengo - Chapitre 1 (学生明智健悟の事件簿 第１話, Gakusei Akechi Kengo no Jikenbo Dai Ichi Wa) - Ch.36 : Les enquêtes de l'étudiant Akechi Kengo - Chapitre 2 (学生明智健悟の事件簿 第２話, Gakusei Akechi Kengo no Jikenbo Dai Ni Wa) - Ch.37 : Les enquêtes de l'étudiant Akechi Kengo - Chapitre 3 (学生明智健悟の事件簿 第３話, Gakusei Akechi Kengo no Jikenbo Dai San Wa) - Ch.38 : Les enquêtes de l'étudiant Akechi Kengo - Chapitre 4 (学生明智健悟の事件簿 第４話, Gakusei Akechi Kengo no Jikenbo Dai Yon Wa) Dossier 41 - Ch.39 : L'affaire des meurtres du piège de fourmi-lion - Chapitre 1 (蟻地獄壕殺人事件 第１話, Arijigoku Satsujin Jiken Dai Ichi Wa) - Ch.40 : L'affaire des meurtres du piège de fourmi-lion - Chapitre 2 (蟻地獄壕殺人事件 第２話, Arijigoku Satsujin Jiken Dai Ni Wa) - Ch.41 : L'affaire des meurtres du piège de fourmi-lion - Chapitre 3 (蟻地獄壕殺人事件 第３話, Arijigoku Satsujin Jiken Dai San Wa) - Ch.42 : L'affaire des meurtres du piège de fourmi-lion - Chapitre 4 (蟻地獄壕殺人事件 第４話, Arijigoku Satsujin Jiken Dai Yon Wa) - Ch.43 : L'affaire des meurtres du piège de fourmi-lion - Chapitre 5 (蟻地獄壕殺人事件 第５話, Arijigoku Satsujin Jiken Dai Go Wa) |                   |                   |
| 6 | 17 juillet 2015   | 978-4-06-395420-3 |
| Titre du volume : Les Enquêtes de Kindaichi R - Le Retour (6) (金田一少年の事件簿Ｒ⑥, Kindaichi Shōnen no Jikenbo Ritānzu Roku)Liste des chapitres : Dossier 41 - Ch.44 : L'affaire des meurtres du piège de fourmi-lion - Chapitre 6 (蟻地獄壕殺人事件 第６話, Arijigoku Satsujin Jiken Dai Roku Wa) - Ch.45 : L'affaire des meurtres du piège de fourmi-lion - Chapitre 7 (蟻地獄壕殺人事件 第７話, Arijigoku Satsujin Jiken Dai Nana Wa) - Ch.46 : L'affaire des meurtres du piège de fourmi-lion - Chapitre 8 (蟻地獄壕殺人事件 第８話, Arijigoku Satsujin Jiken Dai Hachi Wa) - Ch.47 : L'affaire des meurtres du piège de fourmi-lion - Chapitre 9 (蟻地獄壕殺人事件 第９話, Arijigoku Satsujin Jiken Dai Kyū Wa) - Ch.48 : L'affaire des meurtres du piège de fourmi-lion - Chapitre 10 (蟻地獄壕殺人事件 第１０話, Arijigoku Satsujin Jiken Dai Jū Wa) - Ch.49 : L'affaire des meurtres du piège de fourmi-lion - Chapitre final (蟻地獄壕殺人事件 最終話, Arijigoku Satsujin Jiken Saishū Wa) Dossier 42 - Ch.50 : L'affaire des meurtres des fleurs de cerisiers vampires - Chapitre 1 (吸血桜殺人事件 第１話, Kyūketsuzakura Satsujin Jiken Dai Ichi Wa) - Ch.51 : L'affaire des meurtres des fleurs de cerisiers vampires - Chapitre 2 (吸血桜殺人事件 第２話, Kyūketsuzakura Satsujin Jiken Dai Ni Wa) - Ch.52 : L'affaire des meurtres des fleurs de cerisiers vampires - Chapitre 3 (吸血桜殺人事件 第３話, Kyūketsuzakura Satsujin Jiken Dai San Wa) |                   |                   |
| 7 | 17 septembre 2015 | 978-4-06-395483-8 |
| Titre du volume : Les Enquêtes de Kindaichi R - Le Retour (7) (金田一少年の事件簿Ｒ⑦, Kindaichi Shōnen no Jikenbo Ritānzu Nana)Liste des chapitres : Dossier 42 - Ch.53 : L'affaire des meurtres des fleurs de cerisiers vampires - Chapitre 4 (吸血桜殺人事件 第４話, Kyūketsuzakura Satsujin Jiken Dai Yon Wa) - Ch.54 : L'affaire des meurtres des fleurs de cerisiers vampires - Chapitre 5 (吸血桜殺人事件 第５話, Kyūketsuzakura Satsujin Jiken Dai Go Wa) - Ch.55 : L'affaire des meurtres des fleurs de cerisiers vampires - Chapitre 6 (吸血桜殺人事件 第６話, Kyūketsuzakura Satsujin Jiken Dai Roku Wa) - Ch.56 : L'affaire des meurtres des fleurs de cerisiers vampires - Chapitre 7 (吸血桜殺人事件 第７話, Kyūketsuzakura Satsujin Jiken Dai Nana Wa) - Ch.57 : L'affaire des meurtres des fleurs de cerisiers vampires - Chapitre 8 (吸血桜殺人事件 第８話, Kyūketsuzakura Satsujin Jiken Dai Hachi Wa) - Ch.58 : L'affaire des meurtres des fleurs de cerisiers vampires - Chapitre 9 (吸血桜殺人事件 第９話, Kyūketsuzakura Satsujin Jiken Dai Kyū Wa) - Ch.59 : L'affaire des meurtres des fleurs de cerisiers vampires - Chapitre 10 (吸血桜殺人事件 第１０話, Kyūketsuzakura Satsujin Jiken Dai Jū Wa) - Ch.60 : L'affaire des meurtres des fleurs de cerisiers vampires - Chapitre 11 (吸血桜殺人事件 第１１話, Kyūketsuzakura Satsujin Jiken Dai Jūichi Wa) - Ch.61 : L'affaire des meurtres des fleurs de cerisiers vampires - Chapitre final (吸血桜殺人事件 最終話, Kyūketsuzakura Satsujin Jiken Saishū Wa) |                   |                   |
| 8 | 15 janvier 2016   | 978-4-06-395585-9 |
| Titre du volume : Les Enquêtes de Kindaichi R - Le Retour (8) (金田一少年の事件簿Ｒ⑧, Kindaichi Shōnen no Jikenbo Ritānzu Hachi)Liste des chapitres : Mini-dossier 30 - Ch.62 : Pourquoi la cheminée était-elle en flammes ? - Chapitre 1 (なぜ暖炉は燃えていたか？ 第１話, Naze Danro wa Moete ita ka? Dai Ichi Wa) - Ch.63 : Pourquoi la cheminée était-elle en flammes ? - Chapitre 2 (なぜ暖炉は燃えていたか？ 第２話, Naze Danro wa Moete ita ka? Dai Ni Wa) - Ch.64 : Pourquoi la cheminée était-elle en flammes ? - Chapitre 3 (なぜ暖炉は燃えていたか？ 第３話, Naze Danro wa Moete ita ka? Dai San Wa) Dossier 43 - Ch.65 : L'affaire des meurtres de l'île des poupées - Chapitre 1 (人形島殺人事件 第１話, Ningyōjima Satsujin Jiken Dai Ichi Wa) - Ch.66 : L'affaire des meurtres de l'île des poupées - Chapitre 2 (人形島殺人事件 第２話, Ningyōjima Satsujin Jiken Dai Ni Wa) - Ch.67 : L'affaire des meurtres de l'île des poupées - Chapitre 3 (人形島殺人事件 第３話, Ningyōjima Satsujin Jiken Dai San Wa) - Ch.68 : L'affaire des meurtres de l'île des poupées - Chapitre 4 (人形島殺人事件 第４話, Ningyōjima Satsujin Jiken Dai Yon Wa) - Ch.69 : L'affaire des meurtres de l'île des poupées - Chapitre 5 (人形島殺人事件 第５話, Ningyōjima Satsujin Jiken Dai Go Wa) - Ch.70 : L'affaire des meurtres de l'île des poupées - Chapitre 6 (人形島殺人事件 第６話, Ningyōjima Satsujin Jiken Dai Roku Wa) |                   |                   |
| 9 | 17 mars 2016      | 978-4-06-395618-4 |
| Titre du volume : Les Enquêtes de Kindaichi R - Le Retour (9) (金田一少年の事件簿Ｒ⑨, Kindaichi Shōnen no Jikenbo Ritānzu Kyū)Liste des chapitres : Dossier 43 - Ch.71 : L'affaire des meurtres de l'île des poupées - Chapitre 7 (人形島殺人事件 第７話, Hitogata-jima Satsujin Jiken Dai Nana Wa) - Ch.72 : L'affaire des meurtres de l'île des poupées - Chapitre 8 (人形島殺人事件 第８話, Hitogata-jima Satsujin Jiken Dai Hachi Wa) - Ch.73 : L'affaire des meurtres de l'île des poupées - Chapitre 9 (人形島殺人事件 第９話, Hitogata-jima Satsujin Jiken Dai Kyū Wa) - Ch.74 : L'affaire des meurtres de l'île des poupées - Chapitre 10 (人形島殺人事件 第１０話, Hitogata-jima Satsujin Jiken Dai Jū Wa) - Ch.75 : L'affaire des meurtres de l'île des poupées - Chapitre 11 (人形島殺人事件 第１１話, Hitogata-jima Satsujin Jiken Dai Jūichi Wa) - Ch.76 : L'affaire des meurtres de l'île des poupées - Chapitre 12 (人形島殺人事件 第１２話, Hitogata-jima Satsujin Jiken Dai Jūni Wa) - Ch.77 : L'affaire des meurtres de l'île des poupées - Chapitre final (人形島殺人事件 最終話, Hitogata-jima Satsujin Jiken Saishū Wa) Mini-dossier 31 - Ch.78 : Les enquêtes du sommelier Akechi Kengo - Chapitre 1 (ソムリエ明智健悟の事件簿 第１話, Somurie Akechi Kengo no Jikenbo Dai Ichi Wa) - Ch.79 : Les enquêtes du sommelier Akechi Kengo - Chapitre 2 (ソムリエ明智健悟の事件簿 第２話, Somurie Akechi Kengo no Jikenbo Dai Ni Wa) |                   |                   |
| 10 | 17 août 2016      | 978-4-06-395740-2 |
| Titre du volume : Les Enquêtes de Kindaichi R - Le Retour (10) (金田一少年の事件簿Ｒ⑩, Kindaichi Shōnen no Jikenbo Ritānzu Jū)Liste des chapitres : Mini-dossier 31 - Ch.80 : Les enquêtes du sommelier Akechi Kengo - Chapitre final (ソムリエ明智健悟の事件簿 最終話, Somurie Akechi Kengo no Jikenbo Saishū Wa) Dossier 44 - Ch.81 : L'affaire des meurtres de l'hôtel du fantôme noir - Chapitre 1 (黒霊ホテル殺人事件 第１話, Kokuryō Hoteru Satsujin Jiken Dai Ichi Wa) - Ch.82 : L'affaire des meurtres de l'hôtel du fantôme noir - Chapitre 2 (黒霊ホテル殺人事件 第２話, Kokuryō Hoteru Satsujin Jiken Dai Ni Wa) - Ch.83 : L'affaire des meurtres de l'hôtel du fantôme noir - Chapitre 3 (黒霊ホテル殺人事件 第３話, Kokuryō Hoteru Satsujin Jiken Dai San Wa) - Ch.84 : L'affaire des meurtres de l'hôtel du fantôme noir - Chapitre 4 (黒霊ホテル殺人事件 第４話, Kokuryō Hoteru Satsujin Jiken Dai Yon Wa) - Ch.85 : L'affaire des meurtres de l'hôtel du fantôme noir - Chapitre 5 (黒霊ホテル殺人事件 第５話, Kokuryō Hoteru Satsujin Jiken Dai Go Wa) - Ch.86 : L'affaire des meurtres de l'hôtel du fantôme noir - Chapitre final (黒霊ホテル殺人事件 最終話, Kokuryō Hoteru Satsujin Jiken Saishū Wa) Dossier 45 - Ch.87 : L'affaire des meurtres de la cave du serpent blanc - Chapitre 1 (白蛇蔵殺人事件 第１話, Shirohebigura Satsujin Jiken Dai Ichi Wa) - Ch.88 : L'affaire des meurtres de la cave du serpent blanc - Chapitre 2 (白蛇蔵殺人事件 第２話, Shirohebigura Satsujin Jiken Dai Ni Wa) |                   |                   |
| 11 | 17 novembre 2016  | 978-4-06-395798-3 |
| Titre du volume : Les Enquêtes de Kindaichi R - Le Retour (11) (金田一少年の事件簿Ｒ⑪, Kindaichi Shōnen no Jikenbo Ritānzu Jūichi)Liste des chapitres : Dossier 45 - Ch.89 : L'affaire des meurtres de la cave du serpent blanc - Chapitre 3 (白蛇蔵殺人事件 第３話, Shirohebigura Satsujin Jiken Dai San Wa) - Ch.90 : L'affaire des meurtres de la cave du serpent blanc - Chapitre 4 (白蛇蔵殺人事件 第４話, Shirohebigura Satsujin Jiken Dai Yon Wa) - Ch.91 : L'affaire des meurtres de la cave du serpent blanc - Chapitre 5 (白蛇蔵殺人事件 第５話, Shirohebigura Satsujin Jiken Dai Go Wa) - Ch.92 : L'affaire des meurtres de la cave du serpent blanc - Chapitre 6 (白蛇蔵殺人事件 第６話, Shirohebigura Satsujin Jiken Dai Roku Wa) - Ch.93 : L'affaire des meurtres de la cave du serpent blanc - Chapitre 7 (白蛇蔵殺人事件 第７話, Shirohebigura Satsujin Jiken Dai Nana Wa) - Ch.94 : L'affaire des meurtres de la cave du serpent blanc - Chapitre 8 (白蛇蔵殺人事件 第８話, Shirohebigura Satsujin Jiken Dai Hachi Wa) - Ch.95 : L'affaire des meurtres de la cave du serpent blanc - Chapitre 9 (白蛇蔵殺人事件 第９話, Shirohebigura Satsujin Jiken Dai Kyū Wa) - Ch.96 : L'affaire des meurtres de la cave du serpent blanc - Chapitre 10 (白蛇蔵殺人事件 第１０話, Shirohebigura Satsujin Jiken Dai Jū Wa) - Ch.97 : L'affaire des meurtres de la cave du serpent blanc - Chapitre final (白蛇蔵殺人事件 最終話, Shirohebigura Satsujin Jiken Saishū Wa) |                   |                   |
| 12 | 17 avril 2017     | 978-4-06-395917-8 |
| Titre du volume : Les Enquêtes de Kindaichi R - Le Retour (12) (金田一少年の事件簿Ｒ⑫, Kindaichi Shōnen no Jikenbo Ritānzu Jūni)Liste des chapitres : Dossier 46 - Ch.98 : L'affaire des meurtres de l'île de l'amour sacré - Chapitre 1 (聖恋島殺人事件 第１話, Seirentō Satsujin Jiken Dai Ichi Wa) - Ch.99 : L'affaire des meurtres de l'île de l'amour sacré - Chapitre 2 (聖恋島殺人事件 第２話, Seirentō Satsujin Jiken Dai Ni Wa) - Ch.100 : L'affaire des meurtres de l'île de l'amour sacré - Chapitre 3 (聖恋島殺人事件 第３話, Seirentō Satsujin Jiken Dai San Wa) - Ch.101 : L'affaire des meurtres de l'île de l'amour sacré - Chapitre 4 (聖恋島殺人事件 第４話, Seirentō Satsujin Jiken Dai Yon Wa) - Ch.102 : L'affaire des meurtres de l'île de l'amour sacré - Chapitre 5 (聖恋島殺人事件 第５話, Seirentō Satsujin Jiken Dai Go Wa) - Ch.103 : L'affaire des meurtres de l'île de l'amour sacré - Chapitre 6 (聖恋島殺人事件 第６話, Seirentō Satsujin Jiken Dai Roku Wa) - Ch.104 : L'affaire des meurtres de l'île de l'amour sacré - Chapitre 7 (聖恋島殺人事件 第７話, Seirentō Satsujin Jiken Dai Nana Wa) - Ch.105 : L'affaire des meurtres de l'île de l'amour sacré - Chapitre 8 (聖恋島殺人事件 第８話, Seirentō Satsujin Jiken Dai Hachi Wa) - Ch.106 : L'affaire des meurtres de l'île de l'amour sacré - Chapitre 9 (聖恋島殺人事件 第９話, Seirentō Satsujin Jiken Dai Kyū Wa) |                   |                   |
| 13 | 15 septembre 2017 | 978-4-06-510187-2 |
| Titre du volume : Les Enquêtes de Kindaichi R - Le Retour (13) (金田一少年の事件簿Ｒ⑬, Kindaichi Shōnen no Jikenbo Ritānzu Jūsan)Liste des chapitres : Dossier 46 - Ch.107 : L'affaire des meurtres de l'île de l'amour sacré - Chapitre 9 (聖恋島殺人事件 第１０話, Seirentō Satsujin Jiken Dai Jū Wa) - Ch.108 : L'affaire des meurtres de l'île de l'amour sacré - Chapitre 10 (聖恋島殺人事件 第１１話, Seirentō Satsujin Jiken Dai Jūichi Wa) - Ch.109 : L'affaire des meurtres de l'île de l'amour sacré - Chapitre 11 (聖恋島殺人事件 第１２話, Seirentō Satsujin Jiken Dai Jūni Wa) - Ch.110 : L'affaire des meurtres de l'île de l'amour sacré - Chapitre 12 (聖恋島殺人事件 第１３話, Seirentō Satsujin Jiken Dai Jūsan Wa) - Ch.111 : L'affaire des meurtres de l'île de l'amour sacré - Chapitre 13 (聖恋島殺人事件 第１４話, Seirentō Satsujin Jiken Dai Jūyon Wa) - Ch.112 : L'affaire des meurtres de l'île de l'amour sacré - Chapitre final (聖恋島殺人事件 最終話, Seirentō Satsujin Jiken Saishū Wa) Dossier 47 - Ch.113 : L'affaire des meurtres de l'enlèvement de Fumi Kindaichi - Chapitre 1 (金田一二三誘拐殺人事件 第１話, Kindaichi Fumi Yūkai Satsujin Jiken Dai Ichi Wa) - Ch.114 : L'affaire des meurtres de l'enlèvement de Fumi Kindaichi - Chapitre 2 (金田一二三誘拐殺人事件 第２話, Kindaichi Fumi Yūkai Satsujin Jiken Dai Ni Wa) - Ch.115 : L'affaire des meurtres de l'enlèvement de Fumi Kindaichi - Chapitre 3 (金田一二三誘拐殺人事件 第３話, Kindaichi Fumi Yūkai Satsujin Jiken Dai San Wa) |                   |                   |
| 14 | 17 novembre 2017  | 978-4-06-510396-8 |
| Titre du volume : Les Enquêtes de Kindaichi R - Le Retour (14) (金田一少年の事件簿Ｒ⑭, Kindaichi Shōnen no Jikenbo Ritānzu Jūyon)Liste des chapitres : Dossier 47 - Ch.116 : L'affaire des meurtres de l'enlèvement de Fumi Kindaichi - Chapitre 4 (金田一二三誘拐殺人事件 第４話, Kindaichi Fumi Yūkai Satsujin Jiken Dai Yon Wa) - Ch.117 : L'affaire des meurtres de l'enlèvement de Fumi Kindaichi - Chapitre 5 (金田一二三誘拐殺人事件 第５話, Kindaichi Fumi Yūkai Satsujin Jiken Dai Go Wa) - Ch.118 : L'affaire des meurtres de l'enlèvement de Fumi Kindaichi - Chapitre 6 (金田一二三誘拐殺人事件 第６話, Kindaichi Fumi Yūkai Satsujin Jiken Dai Roku Wa) - Ch.119 : L'affaire des meurtres de l'enlèvement de Fumi Kindaichi - Chapitre 7 (金田一二三誘拐殺人事件 第７話, Kindaichi Fumi Yūkai Satsujin Jiken Dai Nana Wa) - Ch.120 : L'affaire des meurtres de l'enlèvement de Fumi Kindaichi - Chapitre 8 (金田一二三誘拐殺人事件 第８話, Kindaichi Fumi Yūkai Satsujin Jiken Dai Hachi Wa) - Ch.121 : L'affaire des meurtres de l'enlèvement de Fumi Kindaichi - Chapitre 9 (金田一二三誘拐殺人事件 第９話, Kindaichi Fumi Yūkai Satsujin Jiken Dai Kyū Wa) - Ch.122 : L'affaire des meurtres de l'enlèvement de Fumi Kindaichi - Chapitre 10 (金田一二三誘拐殺人事件 第１０話, Kindaichi Fumi Yūkai Satsujin Jiken Dai Jū Wa) - Ch.123 : L'affaire des meurtres de l'enlèvement de Fumi Kindaichi - Chapitre 11 (金田一二三誘拐殺人事件 第１１話, Kindaichi Fumi Yūkai Satsujin Jiken Dai Jūichi Wa) - Ch.124 : L'affaire des meurtres de l'enlèvement de Fumi Kindaichi - Chapitre 12 (金田一二三誘拐殺人事件 第１２話, Kindaichi Fumi Yūkai Satsujin Jiken Dai Jūni Wa) - Ch.125 : L'affaire des meurtres de l'enlèvement de Fumi Kindaichi - Chapitre final (金田一二三誘拐殺人事件 最終話, Kindaichi Fumi Yūkai Satsujin Jiken Saishū Wa) |                   |                   |

### Les Enquêtes de Kindaichi - Série 37 ans (6 Tomes/4 Dossiers)
| no | Japonais        | Japonais          |
| no | Date de sortie  | ISBN              |
| --- | --------------- | ----------------- |
| 1 | 15 juin 2018    | 978-4-06-511687-6 |
| Titre du volume : Les Enquêtes de Kindaichi, 37 ans (1) (金田一３７歳の事件簿①, Kindaichi Sanjūnana-sai no Jikenbo Ichi)Liste des chapitres : Dossier 48 - L'affaire des meurtres de la station balnéaire de l'île d'Uta (歌島リゾート殺人事件, Utajima Rizōto Satsujin Jiken) - Ch.1 : Dossier 1 - Kindaichi Hajime, 37 ans (Ｆｉｌｅ１ 金田一一、３７歳, Fairu Ichi Kindaichi Hajime, Sanjūnana-sai) - Ch.2 : Dossier 2 - L'île Uta, à nouveau (Ｆｉｌｅ２ 歌島、再び, Fairu Ni Utajima, Futatabi) - Ch.3 : Dossier 3 - Lever de rideau sur la tragédie (Ｆｉｌｅ３ 惨劇の幕開け, Fairu San Sangeki no Makuake) - Ch.4 : Dossier 4 - Tempête, à venir (Ｆｉｌｅ４ 嵐、来る, Fairu Yon Arashi, Kitaru) - Ch.5 : Dossier 5 - Les moutons en cage (Ｆｉｌｅ５ 檻の中の羊達, Fairu Go Ori no Naka no Hitsujitachi) - Ch.6 : Dossier 6 - Des alibis en béton (Ｆｉｌｅ６ 鉄壁のアリバイ, Fairu Roku Teppeki no Aribai) - Ch.7 : Dossier 7 - Encore le fantôme (Ｆｉｌｅ７ 再びのファントム, Fairu Nana Futatabi no Fantomu) - Ch.8 : Dossier 8 - Inspection de la scène de crime (Ｆｉｌｅ８ 現場検証, Fairu Hachi Genba Kenshō) |                 |                   |
| 2 | 23 octobre 2018 | 978-4-06-513363-7 |
| Titre du volume : Les Enquêtes de Kindaichi, 37 ans (2) (金田一３７歳の事件簿②, Kindaichi Sanjūnana-sai no Jikenbo Ni)Liste des chapitres : Dossier 48 - L'affaire des meurtres de la station balnéaire de l'île d'Uta (歌島リゾート殺人事件, Utajima Rizōto Satsujin Jiken) - Ch.9 : Dossier 9 - Enfin (Ｆｉｌｅ９ ついに, Fairu Kyū Tsui ni) - Ch.10 : Dossier 10 - Confrontation directe (Ｆｉｌｅ１０ 直接対決, Fairu Jū Chokusetsu Taiketsu) - Ch.11 : Dossier 11 - Le quatrième fantôme (Ｆｉｌｅ１１ 第四のファントム, Fairu Jūichi Dai Yon no Fantomu) - Ch.12 : Dossier 12 - Conclusion (Ｆｉｌｅ１２ 決着, Fairu Jūni Kecchaku) - Ch.13 : Dossier 13 - L'île Uta après la tempête (Ｆｉｌｅ１３ 嵐の後の歌島, Fairu Jūsan Arashi no Ato no Utajima) - Ch.14 : Dossier 14 - Rencontre (Ｆｉｌｅ１４ 邂逅, Fairu Jūyon Kaigō) - Ch.15 : Dossier 15 - Des droites parallèles sans fin (Ｆｉｌｅ１５ 再びのファントム, Fairu Jūgo Owaranai Heikōsen) Dossier 49 - L'affaire du meurtre de la dame de la tour d'appartements (タワーマンマダム殺人事件, Tawāman Madamu Satsujin Jiken) - Ch.16 : Dossier 16 - La tour d'appartements (Ｆｉｌｅ１６ タワーマンション, Fairu Jūroku Tawā Manshon) |                 |                   |
| 3 | 22 février 2019 | 978-4-06-514734-4 |
| Titre du volume : Les Enquêtes de Kindaichi, 37 ans (3) (金田一３７歳の事件簿③, Kindaichi Sanjūnana-sai no Jikenbo San)Liste des chapitres : Dossier 49 - L'affaire du meurtre de la dame de la tour d'appartements (タワーマンマダム殺人事件, Tawāman Madamu Satsujin Jiken) - Ch.17 : Dossier 17 - Une affaire de meurtre splendide ? (Ｆｉｌｅ１７ 華麗なる殺人事件？, Fairu Jūnana Karei naru Satsujin Jiken?) - Ch.18 : Dossier 18 - Suicide par saut (Ｆｉｌｅ１８ 飛び降り自殺, Fairu Jūhachi Tobiori Jisatsu) - Ch.19 : Dossier 19 - Les traces du suicide (Ｆｉｌｅ１９ 自殺の痕跡, Fairu Jūkyū Jisatsu no Konseki) - Ch.20 : Dossier 20 - Une preuve irréfutable ? (Ｆｉｌｅ２０ 動かぬ証拠？, Fairu Nijū Ugokanu Shōko?) - Ch.21 : Dossier 21 - Adieu, prince (Ｆｉｌｅ２１ さよなら王子様, Fairu Nijūichi Sayonara Ōji-sama) - Ch.22 : Dossier 22 - Le petit-fils du détective (Ｆｉｌｅ２２ 名探偵の孫, Fairu Nijūni Meitantei no Mago) - Ch.23 : Dossier 23 - Faire le ménage (Ｆｉｌｅ２３ 後始末, Fairu Nijūsan Atoshimatsu) - Ch.24 : Dossier 24 - Depuis le début (Ｆｉｌｅ２４ 最初から, Fairu Nijūyon Saisho kara) |                 |                   |
| 4 | 21 juin 2019    | 978-4-06-516176-0 |
| Titre du volume : Les Enquêtes de Kindaichi, 37 ans (4) (金田一３７歳の事件簿④, Kindaichi Sanjūnana-sai no Jikenbo Yon)Liste des chapitres : Dossier 49 - L'affaire du meurtre de la dame de la tour d'appartements (タワーマンマダム殺人事件, Tawāman Madamu Satsujin Jiken) - Ch.25 : Dossier 25 - L'obscurité de la tour d'appartements (Ｆｉｌｅ２５ タワーマンの闇, Fairu Nijūgo Tawāman no Yami) Dossier 50 - L'affaire des meurtres de la famille des beautés fleuristes de Kyōto (京都美人華道家殺人事件, Kyōto Bijin Kadō-ka Satsujin Jiken) - Ch.26 : Dossier 26 - Voyage d'affaires à Kyōto (Ｆｉｌｅ２６ 京都出張, Fairu Nijūroku Kyōto Shucchō) - Ch.27 : Dossier 27 - La dignité du patriarche (Ｆｉｌｅ２７ 宗家の品格, Fairu Nijūnana Sōke no Hinkaku) - Ch.28 : Dossier 28 - Un meurtre sans traces de pas (Ｆｉｌｅ２８ 足跡なき殺人, Fairu Nijūhachi Ashiatonaki Satsujin) - Ch.29 : Dossier 29 - Le mystère du paysage sec (Ｆｉｌｅ２９ 枯山水の謎, Fairu Nijūkyū Karesansui no Nazo) - Ch.30 : Dossier 30 - Le deuxième incident (Ｆｉｌｅ３０ 第二の事件, Fairu Sanjū Dai Ni no Jiken) - Ch.31 : Dossier 31 - Des sœurs jumelles (Ｆｉｌｅ３１ 双子の姉妹, Fairu Sanjūichi Futago no Shimai) - Ch.32 : Dossier 32 - Les circonstances internes de la famille Kyōgoku (Ｆｉｌｅ３２ 京極家の内情, Fairu Sanjūni Kyōgoku-ke no Naijō) |                 |                   |
| 5 | 23 octobre 2019 | 978-4-06-517334-3 |
| Titre du volume : Les Enquêtes de Kindaichi, 37 ans (5) (金田一３７歳の事件簿⑤, Kindaichi Sanjūnana-sai no Jikenbo Go)Liste des chapitres : Dossier 50 - L'affaire des meurtres de la famille des beautés fleuristes de Kyōto (京都美人華道家殺人事件, Kyōto Bijin Kadō-ka Satsujin Jiken) - Ch.33 : Dossier 33 - Une tragédie sans fin (Ｆｉｌｅ３３ 終わらない惨劇, Fairu Sanjūsan Owaranai Sangeki) - Ch.34 : Dossier 34 - Un faux testament (Ｆｉｌｅ３４ 偽りの遺書, Fairu Sanjūyon Itsuwari no Isho) - Ch.35 : Dossier 35 - Trois indices (Ｆｉｌｅ３５ ３つのヒント, Fairu Sanjūgo Mittsu no Hinto) - Ch.36 : Dossier 36 - Des pierres de gué invisibles (Ｆｉｌｅ３６ 見えない飛石, Fairu Sanjūroku Mienai Tobi'ishi) - Ch.37 : Dossier 37 - La où est la "tête" (Ｆｉｌｅ３７ "首"の在処, Fairu Sanjūnana "Kubi" no Arika) - Ch.38 : Dossier 38 - La véritable Sakurako (Ｆｉｌｅ３８ 本当の桜子, Fairu Sanjūhachi Hontō no Sakurako) - Ch.39 : Dossier 39 - Au revoir à la ville de Kyōto (Ｆｉｌｅ３９ 京の都に別れを告げて, Fairu Sanjūkyū Kyō no Miyako ni Wakare wo Tsugete) Dossier 51 - Nouveaux meurtres à l'hôtel occidental (異人館ホテル・新たなる殺人, Ijinkan Hoteru Aratanaru Satsujin) - Ch.40 : Dossier 40 - L'hôtel occidental, à nouveau (Ｆｉｌｅ４０ 異人館ホテル、再び, Fairu Yonjū Ijinkan Hoteru, Futatabi)                |                 |                   |
| 6 | 23 mars 2020    | 978-4-06-518575-9 |
| Titre du volume : Les Enquêtes de Kindaichi, 37 ans (6) (金田一３７歳の事件簿⑥, Kindaichi Sanjūnana-sai no Jikenbo Roku)Liste des chapitres : Dossier 51 - Nouveaux meurtres à l'hôtel occidental (異人館ホテル・新たなる殺人, Ijinkan Hoteru Aratanaru Satsujin) - Ch.41 : Dossier 41 - Le démon au sang bleu (Ｆｉｌｅ４１ 碧血鬼, Fairu Yonjūichi Hekiketsuki) - Ch.42 : Dossier 42 - Le début du drame (Ｆｉｌｅ４２ 悲劇の開幕, Fairu Yonjūni Higeki no Kaimaku) - Ch.43 : Dossier 43 - Mort au cours de la pièce (Ｆｉｌｅ４３ 劇中死, Fairu Yonjūsan Gekichūshi) - Ch.44 : Dossier 44 - Kindaichi et Yukimura (Ｆｉｌｅ４４ 金田一と幸村, Fairu Yonjūyon Kindaichi to Yukimura) - Ch.45 : Dossier 45 - Le démon au sang bleu, une troisième fois (Ｆｉｌｅ４５ 碧血鬼、みたび, Fairu Yonjūgo Hekiketsuki, Mitabi) - Ch.46 : Dossier 46 - Une chambre close en l'air (Ｆｉｌｅ４６ 空中密室, Fairu Yonjūroku Kūchū Misshitsu) - Ch.47 : Dossier 47 - Diversion (Ｆｉｌｅ４７ ミスディレクション, Fairu Yonjūnana Misudirekushon) - Ch.48 : Dossier 48 - La vérité sur la "chambre close en l'air" (Ｆｉｌｅ４８ 「空中密室」の正体, Fairu Yonjūhachi "Kūchū Misshitsu" no Shōtai) |                 |                   |
| 7 |                 |                   |
| Titre du volume : Les Enquêtes de Kindaichi, 37 ans (7) (金田一３７歳の事件簿⑦, Kindaichi Sanjūnana-sai no Jikenbo Nana)Liste des chapitres : Dossier 51 - Nouveaux meurtres à l'hôtel occidental (異人館ホテル・新たなる殺人, Ijinkan Hoteru Aratanaru Satsujin) - Ch.49 : Dossier 49 - Le scénario du démon au sang bleu (Ｆｉｌｅ４９ 碧血鬼のシナリオ, Fairu Yonjūkyū Hekiketsuki no Shinario) - Ch.50 : Dossier 50 - L'écrivain masqué (Ｆｉｌｅ５０ 覆面作家, Fairu Gojū Fukumen Sakka) - Ch.51 : Dossier 51 - Reika Hayami (Ｆｉｌｅ５１ 速水玲香, Fairu Gojūichi Hayami Reika) - Ch.52 : Dossier 52 - Le sang bleu (Ｆｉｌｅ５２ 碧の血, Fairu Gojūni Midori no Chi) - Ch.53 : Dossier 53 - Droit en enfer (Ｆｉｌｅ５３ 地獄へ, Fairu Gojūsan Jigoku he) Dossier 52 - Ch.54 : Dossier 54 - Le manoir des poltergeists (Ｆｉｌｅ５４ 騒霊の館, Fairu Gojūyon Sōrei no Yakata) |                 |                   |

### Kōdansha
1. 1 2  NEW Tome 1
2. 1 2  NEW Tome 2
3. 1 2  NEW Tome 3
4. 1 2  NEW Tome 4
5. 1 2  NEW Tome 5
6. 1 2  NEW Tome 6
7. 1 2  NEW Tome 7
8. 1 2  NEW Tome 8
9. 1 2  NEW Tome 9
10. 1 2  NEW Tome 10
11. 1 2  NEW Tome 11
12. 1 2  NEW Tome 12
13. 1 2  NEW Tome 13
14. 1 2  NEW Tome 14
15. 1 2  20 ANS Tome 1
16. 1 2  20 ANS Tome 2
17. 1 2  20 ANS Tome 3
18. 1 2  20 ANS Tome 4
19. 1 2  20 ANS Tome 5
20. 1 2  Le Retour Tome 1
21. 1 2  Le Retour Tome 2
22. 1 2  Le Retour Tome 3
23. 1 2  Le Retour Tome 4
24. 1 2  Le Retour Tome 5
25. 1 2  Le Retour Tome 6
26. 1 2  Le Retour Tome 7
27. 1 2  Le Retour Tome 8
28. 1 2  Le Retour Tome 9
29. 1 2  Le Retour Tome 10
30. 1 2  Le Retour Tome 11
31. 1 2  Le Retour Tome 12
32. 1 2  Le Retour Tome 13
33. 1 2  Le Retour Tome 14
34. 1 2  37 ans Tome 1
35. 1 2  37 ans Tome 2
36. 1 2  37 ans Tome 3
37. 1 2  37 ans Tome 4
38. 1 2  37 ans Tome 5
39. 1 2  37 ans Tome 6